# Elton Mayo
George Elton Mayo (Adelaide, 26 dicembre 1880 – Great Bookham, 7 settembre 1949) è stato uno psicologo e sociologo australiano.
Mayo, psicologo e docente alla Harvard Graduate School of Business, condusse i suoi primi studi sul problema del turnover presso una filatura di Philadelphia, dove rilevò che lo sviluppo di un forte senso di gruppo con autonomia e responsabilità aumentava la produttività, e riduceva il turnover stesso.
Insegnò all'Università del Queensland dal 1919 al 1923, poi si spostò presso l'Università della Pennsylvania, ma trascorse la maggior parte della sua carriera presso l'Harvard Business School (dal 1926 al 1947), dove era professore di ricerche industriali.
Nel 1927 venne chiamato agli Stabilimenti Hawthorne della Western Electric, che producevano materiale telefonico, per svolgere delle ricerche sulla produttività; dagli esiti inattesi di tali ricerche, derivò la nascita dello Human Relations Movement.

## Vita

### Biografia
George Elton Mayo nacque il 26 dicembre 1880 ad Adelaide (Australia), fu un teorico sociale e psicologo industriale, primogenito di George Gibbes Mayo e Henrietta Maria Donaldson.
Studiò presso la Queen School e presso il Collegio di St. Peter, frequentò per breve tempo la facoltà di medicina all'Università di Adelaide, dove interruppe i suoi studi, per poi riprenderli e ultimarli con lode nel 1907 alla facoltà di Filosofia e Psicologia.
Nel 1911 divenne docente di filosofia all'Università del Queensland dove ottenne la prima cattedra di filosofia (1919 - 1923).
Il 18 aprile 1913 si sposò con Dorothea McConnel a Brisbane (Australia), con la quale ebbe due figlie.
Nella comunità di Brisbane era considerato un personaggio pubblico in quanto teneva lezioni di formazione per la società operaia.
Nel 1922 Mayo lasciò l'Australia per recarsi negli Stati Uniti come ricercatore associato presso l'università Wharton School della Pennsylvania, dove studiò le cause dell'elevato turnover in una fabbrica tessile. Questo studio attirò l'attenzione della Harvard Business School of Administration, dove divenne professore associato dal 1929.
Si ritirò in Inghilterra solo nel 1947, dove morì due anni dopo ( 1º settembre 1949) a Polesden Lacey, villa nei pressi della localita' di Great Bookham.

### Pensiero
Il suo pensiero venne influenzato da Marx, Freud, Jung e Pierre Janet che lo condussero a concentrarsi sull'aspetto psicanalitico della natura umana, inoltre, i preoccupanti conflitti industriali e politici in Australia spinsero Mayo a sviluppare un'analogia tra le nevrosi di guerra e la natura psicologica delle agitazioni industriali. Oltre a ciò, sulla base di studi antropologici, rilevò che il morale del lavoratore dipendeva dalla percezione della funzione sociale del suo operare.
Le ricerche e il pensiero di Mayo condussero allo sviluppo della moderna psicosociologia industriale e all'introduzione di metodi psicologici nell'industria. Lo psicologo dimostra come la prestazione lavorativa sia connessa allo stato sociale dell'individuo; il lavoratore sarebbe motivato, più che da bisogni di tipo economico, da bisogni di ordine sociale. Inoltre, grazie al confronto con gli altri egli può costruire una propria identità professionale, ma soprattutto personale. Ecco che l'insegnamento più importante di Mayo, è quello che ha dimostrato che alla base della soddisfazione lavorativa non vi sono incentivi di origine economica ma sociale (integrazione nel gruppo, cooperazione, performance).
Infine, secondo lo studioso, la cooperazione di tutte le forze che partecipano al processo produttivo può essere raggiunta creando nell'azienda quel senso di comunità che, nelle società pre-industriali, era considerato naturale ed è andato perdendosi con il processo di industrializzazione.
I suoi più importanti e conosciuti studi furono condotti presso la Western Electric Co. negli stabilimenti Hawthorne di Chicago, in cui consolidò l'importanza dei rapporti sociali e della motivazione sull'incremento della produttività nel lavoro.

### Opere
Tra i suoi maggiori scritti, si ricordano:
- Democrazia e Libertà (1919)
- I problemi umani di una civiltà industriale (1933)
- I problemi sociali di una civiltà industriale (1945)

## Ricerche
Mayo è il fondatore dello Human Relations Movement, approccio di ricerca e intervento della psicologia del lavoro che tende a privilegiare lo studio delle motivazioni psicologiche dei lavoratori. Gli studi sulla motivazione del lavoro si basano sul desiderio di autoaffermazione personale che anima ogni individuo. Quindi più la partecipazione è attiva, più un lavoratore è felice, e migliore diventa l'accettazione dell'autorità. 
Mayo ha in tal senso migliorato notevolmente gli studi che fece Frederick Winslow Taylor sulla produzione nel lavoro, invertendo alcune logiche del "Taylorismo".
Elton Mayo sottolineò, nelle sue ricerche, l'importanza fondamentale, ai fini di un equilibrio sociale, della soddisfazione di fattori quali «il rispetto, la dignità personale, e il bisogno di affezione dell'individuo». Considerato che «la produzione di massa ha dissolto il rapporto umano» la conseguenza che deriva da tale dato di fatto era stato ben puntualizzato da Émile Durkheim con il termine di anomia, usato «per la prima volta nella sua opera De la division du Travail» e ripreso, tra l'altro, in un'opera posteriore, Le suicide.
Presso gli stabilimenti Hawthorne della Western Electric, Chicago, Mayo iniziò infatti a eseguire delle ricerche sperimentali sul grado di connessione esistente tra l'illuminazione del luogo di lavoro e il rendimento dei lavoratori, e notò che modificando le condizioni dell'illuminazione degli ambienti di lavoro, i dipendenti rispondevano in maniera favorevole e aumentavano la produttività. Ma, inaspettatamente, la variabile maggiormente significativa in tale incremento non si dimostrò essere il mero tasso di illuminazione, bensì i fattori motivazionali secondari, connessi con il sentirsi coinvolti nella sperimentazione da parte dei lavoratori. Tale fenomeno ancora oggi viene chiamato appunto effetto Hawthorne. In particolare, a seguito di queste prime ricerche, Mayo evidenziò l'importanza dei seguenti fattori per aumentare la motivazione dei lavoratori:
- l'incremento della motivazione attraverso l'inserimento in gruppi di lavoro con task specifici e privilegiati;
- l'interattività del management con i gruppi di lavoro creati;
- la creazione di un ambiente di lavoro amichevole;
- una supervisione differente, meno invasiva e stressante;
- la naturale predisposizione dei gruppi a creare mutua assistenza fra i lavoratori;
- l'attenzione all'immediata alienazione di individui o gruppi che volevano creare sistemi di controllo paralleli della produttività.

Elton Mayo integrò il concetto di "fattore umano" (human factor) al concetto di produzione, in perfetta antitesi allo "Scientific Management" che, secondo l'assunto di Taylor, si rappresentava il lavoratore solo come un automa inserito in una catena di produzione, senza in alcun modo poter partecipare al processo produttivo con iniziative di tipo personale.
Con le nuove teorie di Mayo, invece, il soggetto lavoratore è inteso come persona con proprie capacità ed esigenze, che soddisfa i bisogni sociali nel posto di lavoro, tramite l'inserimento in gruppi in cui si verifica un interscambio di informazioni, un confronto attivo e una crescita professionale.
Grazie alle sperimentazioni di Mayo è divenuto possibile comprendere come l'aumento della produzione non è solo legato all'aspetto retributivo, ma all'insieme delle condizioni del contesto lavorativo. L'azienda dovrebbe dunque comprendere che, prestando maggiore attenzione alle esigenze psicologiche dei lavoratori, e in particolare all'ambiente microsociale in cui lavora, aumenta anche il rendimento produttivo, raggiungendo più agevolmente gli obiettivi aziendali predeterminati.

## Le teorie di Mayo
Mayo formulò le conclusioni delle sue ricerche:
- L'uomo è fondamentalmente motivato da bisogni di natura sociale, e ottiene dal rapporto con gli altri il suo senso d'identità personale.
- In conseguenza della rivoluzione industriale e dell'organizzazione scientifica del lavoro, il lavoro stesso è privo di significato intrinseco, e la motivazione è da ricercare nei rapporti sociali che si formano sul lavoro.
- Il lavoratore è più influenzato dalla forza sociale del suo gruppo che da incentivi e controlli della Direzione.
- Il lavoratore risponde alla Direzione nella misura in cui essa ne rispetta i bisogni sociali.

Mayo, a differenza di Taylor, motivato solo da interessi economici, sviluppa un'immagine di "uomo sociale", cioè in relazione con gli altri uomini, e ritiene che sia proprio la dimensione sociale a rappresentare il punto fondamentale della condizione lavorativa. Pertanto, l'uomo al lavoro, secondo Mayo, tende a pensare e ad agire sulla base di un concetto relazionale.
Dal soddisfacimento dei bisogni di natura sociale deriva la motivazione dei lavoratori. L'organizzazione, quindi, deve investire sui rapporti sociali dei lavoratori, perché è quello che determina in maniera diretta la loro motivazione e quindi la loro efficacia sul lavoro.

## Curiosità
In omaggio a Mayo venne istituita la "Elton Mayo School of Management" di Adelaide.
La sorella Helen Mayo era dottoressa e l'altra, Mary Penelope Mayo fu una dei primi storici di Adelaide, mentre i fratelli Sir Herbert Mayo e John Christian furono rispettivamente, un giudice della Corte Suprema del South Australia e un chirurgo.